# Salvatore Vullo
Salvatore Vullo (Favara, 30 ottobre 1953) è un allenatore di calcio ed ex calciatore italiano, di ruolo difensore.
Ha giocato sette stagioni in Serie A, con le maglie di Torino, Bologna, Sampdoria, Avellino. Da allenatore, ha ottenuto una promozione in Serie B con l'Avellino.

## Carriera

### Giocatore

Vullo in azione al Torino nel 1978, nella trasferta di campionato a Perugia.

Iniziò l'attività nella Juve Club Favara e militò nelle giovanili di Agrigento e Ribera prima di essere ingaggiato dal Palermo. Sotto la guida del tecnico Alvaro Biagini esordì in Serie B nel 1974 (in Avellino-Palermo 0-0 del 14 febbraio, ripetizione di una gara del 3 febbraio 1974, sospesa per impraticabilità), disputando 13 partite da terzino. Nella stagione successiva fu impiegato meno, solo sette incontri, e nel 1975 andò in prestito all'Olbia in Serie C. Nel 1976 tornò a Palermo e per due stagioni fu titolare nella difesa rosanero, con 64 incontri.
Nel 1978 fu acquistato dal Torino ed esordì in Serie A il 1º ottobre di quell'anno, contro la Fiorentina; in maglia granata disputò due stagioni quasi al completo; il 28 ottobre 1979 segnò nella vittoria 2-0 del Torino sul campo del Perugia, il quale proveniva da un'imbattibilità in campionato che durava da 37 giornate.
Si trasferì al Bologna, dove disputò la stagione 1980-1981 con 26 incontri; in estate 1981 fu acquistato da Paolo Mantovani, presidente della Sampdoria, in Serie B: i genovesi ottennero la promozione a fine campionato successivo e Vullo disputò una stagione in Serie A.
Nella stagione 1983-84 militò nell'Avellino, squadra con la quale rimase tre anni, nell'ultimo dei quali utilizzato saltuariamente; nel 1986 si trasferì in Serie B al Catania, dove terminò la carriera da professionista. Giocò una stagione da dilettante nel club del suo luogo d'origine, il Favara, prima di ritirarsi.
In carriera tra i professionisti ha totalizzato 173 presenze e 7 reti in Serie A, 140 presenze e 5 reti in Serie B,
36 presenze ed 1 rete in C.
Inoltre vanta una presenza nella nazionale maggiore sperimentale, nella partita giocata a Bologna contro l'Unione Sovietica terminata 1-3 in favore degli ospiti.

### Allenatore
Divenuto allenatore, allenò il Favara, per poi allenare altre squadre dilettantistiche siciliane: Menfi, Sciacca, Akragas, Termitana.
Nel 1998, a stagione in corso, va al Rutigliano, in Serie D. La stagione successiva allenò la Primavera del Siena e un anno dopo sedette sulla sua prima panchina professionistica, quella della Reggiana in Serie C1, nelle ultime 2 partite di campionato, raggiungendo la salvezza ai playout dopo il terz'ultimo posto in classifica, anche se, nel campionato seguente, fu esonerato a otto giornate dal termine dopo una vittoria contro il Lecco di Roberto Donadoni per 2 a 0 con la squadra a poche lunghezze dai play off venendo sostituito da Angelo Gregucci.
Rimasto in Serie C1, guidò l'Avellino nel campionato 2002-03 alla promozione in serie B: la società irpina gli rinnovò il contratto per 3 anni ma nonostante questo venne esonerato pochi giorni dopo la vittoria del campionato e sostituito con l'ingaggio di Zdeněk Zeman; durante la stagione 2003-04 subentrò all'esonerato Sauro Trillini in serie C1 alla Sambenedettese.
Ingaggiato dallo Juve Stabia in estate 2005, fu esonerato a ottobre dopo 8 partite e 8 punti, richiamato dopo 4 sconfitte consecutive si dimette dall'incarico pochi giorni dopo..
Nel 2007 va a Marcianise in serie C2, raggiungendo play-off e promozione in serie C1; anche in questa occasione, dopo la promozione la dirigenza scelse un altro allenatore, Luca Fusi.
Il 20 aprile 2009 diventa allenatore dell'Olbia, in serie C2, subentrando all'esonerato Valerio Majo, porta la squadra agli spareggi promozione ma perde nel doppio confronto con l'Alessandria la quale ottiene il passaggio nella categoria superiore.. Il 27 ottobre 2009, a causa di 11 punti ottenuti in 10 gare e il quart'ultimo posto in classifica, è esonerato da allenatore dell'Olbia.
Il 15 febbraio 2011 diventa allenatore dell'A.S. Avellino, in Lega Pro Seconda Divisione, tornando a otto anni di distanza nella città che lo vide tecnico dell'U.S. Avellino; come vice ha Natalino Orrù. La squadra si piazza al 4º posto e perde i play off nella doppia finale col Trapani: l'Avellino, dopo la vittoria interna 2-1, perde 3-1 al ritorno. La squadra vine comunque ripescata in C1. Il 23 agosto 2011  dopo la sconfitta 4-0 col Bari in Coppa Italia,e dopo aver eliminato a domicilio 2 compagini del campionato cadetto, 0-3 con il Portogruaro e 0-1 con il Varese che veniva da una striscia casalinga di oltre 60 partite, vine esonerato a pochi giorni da inizio campionato, al suo posto Giovanni Bucaro. Nel 2012-2013 torna ad allenare: l'8 novembre subentra sulla panchina del Nuovo Campobasso in Seconda Divisione, portando la squadra dall'ultima posizione alla salvezza arrivando a ridosso dei play off. Dall'estate 2014 lavora all'Akragas, società di Serie D, come dirigente.
L'8 gennaio 2015 diventa per la seconda volta allenatore del Campobasso, prendendo il posto di mister Farina, e conducendo la squadra ai play-off.

## Palmarès

### Allenatore
- Campionato italiano Serie C1: 1

Avellino: 2002-2003 (girone B)